# インド系南アフリカ人
インド系南アフリカ人（インドけいみなみアフリカじん、英語: Indian South Africans, アフリカーンス語: Indiese Suid-Afrikaners）は、主に19世紀後半から20世紀初頭にかけて、イギリス統治下のインドから現在の南アフリカ共和国にあたる地域に移住した人々およびその子孫のことを指す。
大部分はダーバンならびにその周辺に居住し、インド国外で最大の印僑コミュニティを築き上げている。

## 人種的アイデンティティ
20世紀初頭のイギリスによる支配下では、インド人は黒人と同等の人種として扱われていた。
1948年から1994年までのアパルトヘイト施政下では、印僑は人口登録法の中では当初「カラード」に分類されていたものの、後の法改定によって「アジア人」と呼称される独立した人種として分類されることとなった。また、元々バルタザール・フォルスターをはじめとするアフリカーナー保守派を中心に、第二次世界大戦後も多く信奉者がいたナチ党が「インド人はアーリア人である」と唱えていた事や、イギリス系住民と同じく英語を第一言語としていた事、推計人口においても支配階級たる白人やハーフ・カーストたるカラードと比して少数派だった事もあって、印僑はカラードより優遇される、アメリカ合衆国で言うところの『ハイ・イエロー』の様な、事実上の中間支配層として扱われる様になった。
この事は、政治意識が高く民族主義的な思想の持ち主である一部の印僑達からは、一括りに「非白人」と分類されていた自身らの民族性が、若干ながら尊重されるようになったと見なされた。また、彼等に影響された他の多くの印僑達も、「インド系南アフリカ人」としてのアイデンティティを意識するようになった。
「インド系」としてのアイデンティティは、各々が異なる人種的背景を持つ印僑達が、差別に直面し続けた結果として、同じインドにルーツを持つ者同士としての結束を唱えた政治的運動と、異なる人種グループ間の地理的・文化的な分断を厳密に成文化することにより、民族毎のアイデンティティの確立を奨励したアパルトヘイト政府によって、より強固なものとなった。
1991年に人口登録法は廃止されたにもかかわらず、「白人」「アジア人（主にインド系住民）」「カラード」「黒人」から成る4つの民族集団は、依然として強い人種的アイデンティティを持ち、自分自身や他の人々をいずれかの集団のメンバーとして分類する傾向がある。だが、1961年以来正式に一国民として認められているにもかかわらず、印僑は依然として他人種からは「外国人」として扱われる場合もあり、より南アフリカ国民としての地位の正当化を図る必要性も唱えられている。

## 歴史

### 前史
インド人の貿易業者は、1652年にオランダがケープ植民地を設立する以前から、何世紀にも亘って南アフリカの東海岸で活動していたものと推測されている。
永らく、ケープ植民地におけるインド人奴隷は、奴隷市場で購入されたものと考えられていたが、近年の研究では、その大部分は誘拐の被害者であることが明らかになっている。
白人であるアフリカーナーも、その多くにインド人奴隷の祖先がいるものと推測されている。その一例として、アパルトヘイト撤廃に尽力したF・W・デクラーク元大統領は、自叙伝の中で祖先の一人に“ベンガルのダイアナ”と呼ばれたインド人の女性奴隷がいることを明かしている。
また、印僑とされている者達も、特にクリスチャンやムスリムは、その多くが西アジア出身者を含めた白人やマレー人といった、信仰を同じくする異民族の血を引いている事が、現在では通説となっている。
インド人奴隷は、本名で呼ばれることは無く、便宜的にクリスチャンとしての名前を付けられていた。このことはモザンビークなどから連行されてきた奴隷達と同じで、インド人としてのアイデンティティを喪失する大きな要因となった。そのことから、解放されたインド人奴隷は、ムスリムはケープマレー、それ以外の者はケープカラードのコミュニティにそれぞれ吸収され、いずれもアフリカーンス語を第一言語とするようになった。

### イギリス領インド帝国からの流入

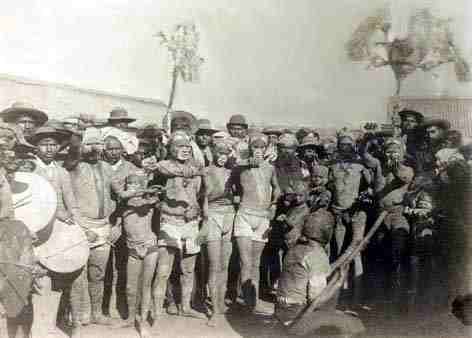
ダーバンに初めてインド人労働者が到着した時の様子

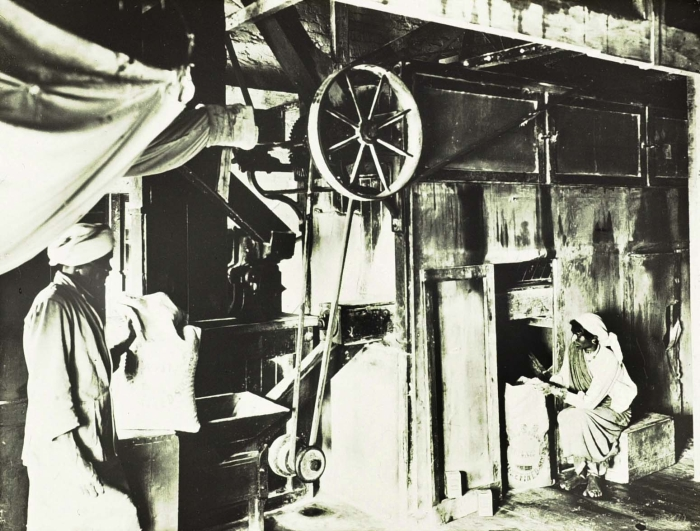
製糖所における印僑労働者

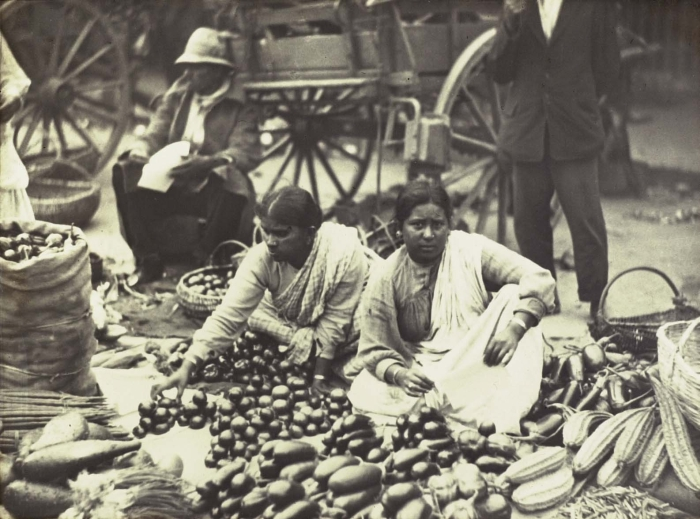
ダーバンの市場で野菜の路上販売を行う印僑

1850年代に当時イギリス領だったナタール植民地の土壌や気候が、サトウキビの生育に適していることが明らかになり、白人によってプランテーションの開発が推し進められることとなった。しかし、同地におけるズールー人達は、元々自給自足や「狩猟と戦士」といったアフリカ文化を護持し続けてきたこともあって、農場での雇用労働には興味を示さなかった。これらの労働力不足の問題を解決すべく、植民地当局は同じくイギリス領だったインドから年季奉公の希望者を募ることを決断した。
1860年にインド人労働者342名がチェンナイおよびコルカタからダーバン港に到着したことを皮切りに、同地のサトウキビ農園へ動員されることとなった。
当初、サトウキビ農園の年季契約労働者達は、不衛生な環境での労働と度重なる虐待に苦しめられ、年季契約が明けた者の多くがインドへ帰国した。その後、帰国者がインド帝国当局にナタールで奴隷として受けた仕打ちを告発したことから、結果としてさらなる年季奉公の募集が行われる前に、新たな保障措置が講じられることとなった。
当初、植民地当局はインド人達がナタール植民地に長期に亘って留まることを想定していなかった。しかし、プランテーションの農園主達によるロビー活動によって、1911年までに15万2184人の年季契約労働者とその家族が受け入れられたことや、最終的に年季契約が明けたインド人の半数弱がナタールに留まり続けたこともあって、1904年に同地における印僑の人口は白人を上回るようになった。
ナタール植民地に留まった印僑達は、同地の重要な労働力として、特に工場や鉄道事業においては欠かせない存在となった。園芸農業や漁業への従事者も多く、白人が消費する野菜の殆どを印僑が栽培するようになった。また、郵便局員や法廷通訳人となった者も少数ながら存在した。

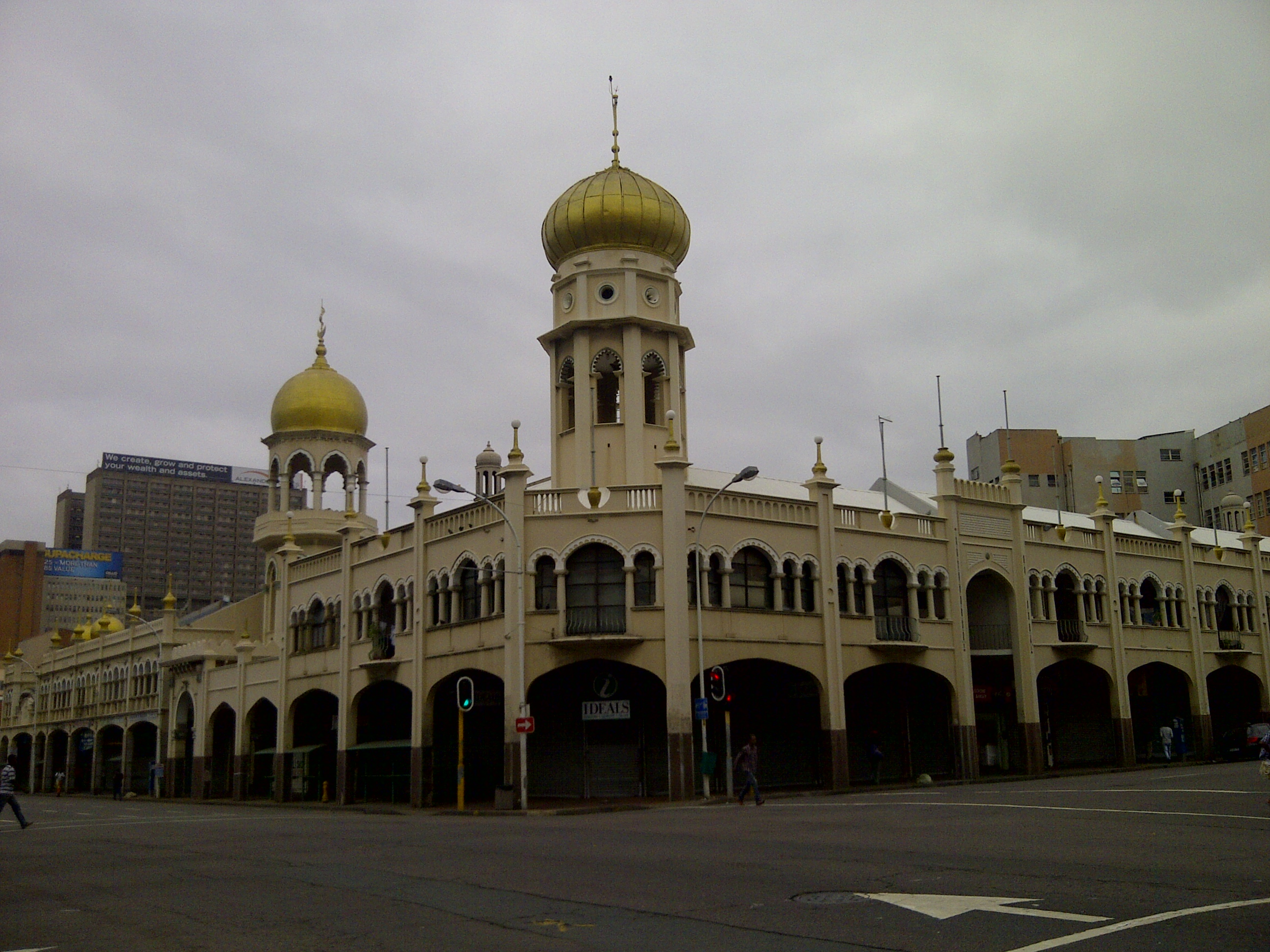
ダーバンにあるジュマ・マスジット・モスク

1870年代からは、グジャラート州出身の裕福なムスリムを中心とする者達が、新天地での商機を求めて、1910年に南アフリカ連邦が成立するまでに、年季契約労働者とは異なるイギリス臣民たる「旅客インド人」として、約3万人から4万人がナタール植民地へ自費で渡航するようになった。
ムスリムは、自身達が定住した土地でイスラム教を樹立するうえで、重要な役割を果たした。また、印僑の商人達は、その服装やムスリムが多いこともあって、「アラブ商人」と呼称されるようになった。
当初ダーバンで活動していた「旅客インド人」達の一部は、1880年代初頭から金やダイヤモンドの採掘で活気付き始めていたトランスヴァール共和国やケープ植民地への移動を始め、これらの場で印僑コミュニティを築くようになった。
ナタールに留まった印僑の商人達は、1885年には同地で40にもおよぶ商店を立ち上げ、同胞や先住民の顧客を多く獲得することに成功したが、結果として白人の同業者の反感を買うこととなり、1890年代には印僑の商売活動を制限する法律が制定されるようになった。

### 南アフリカ連邦建国以前

#### ナタール
印僑はナタールにおいて、居住・商売・参政の権利を制限される法律と闘うことを余儀なくされた。
マハトマ・ガンディーは、1893年に弁護士として南アフリカに到着した直後に、白人から苦力扱いされる人種差別を経験し、このことが翌1894年にナタール・インド人会議を設立するきっかけとなった。この組織化された抵抗運動は、同地における印僑の多くの団体の統一につながったが、1895年には年季契約を終えた後もナタールへの居住を希望する印僑に対して、毎年3ポンドの人頭税を課す「移民法改正法」、1896年にはナタールに住む印僑から参政権を剥奪する「フランチャイズ法改正法」、1897年にはナタールに到着したインド人に対して英語の能力に問題が無いことを証明するテストを実施する「移民制限法」などが相次いで可決されることとなった。

#### トランスヴァール
ボーア人によるトランスヴァール共和国政府は、1885年に全てのアジア人の居住地を管理し、不動産の所有を制限するための登録制度の導入と、25ポンドの初回登録料の支払いの義務化、拒否した者への罰金刑若しくは投獄を定めた法律を制定した。同法の施行は長らく延期されていたが、第二次ボーア戦争終結後の1903年に、同地を統治するようになったイギリス直轄のトランスヴァール植民地政府によって施行されることとなり、1906年には登録の際に指紋の捺印まで義務付けられることとなった。
また、印僑は鉱山での労働を禁じられ、国内の様々な場所に、印僑を含めた苦力の居住区も定めらることとなった。

#### ケープ植民地
ケープ植民地に移住した「旅客インド人」は、少なからず差別に遭うこともあったが、居住・商売・参政面においては、概ね自由が認められていた。
ムスリム男性の多くは、ケープマレーの女性と結婚し、その子孫達は後にカラードたるケープマレーとして分類されることとなった。

#### オレンジ自由国
オレンジ自由国では、1891年に成立した法律によって、印僑の居住が禁じられた。これによって、印僑は同地から完全に閉め出され、アパルトヘイト施政下でもこの状況は続いた。

### 南アフリカ連邦時代
1910年代に入ると、ガンディー達は新たに成立した南アフリカ連邦政府の間で、印僑に差別的な扱いを解消するよう交渉を続けた。結果として、1914年に「インド人救済法」が可決され、人頭税の支払い義務をはじめとする印僑に対する差別的な規定が廃止され、これに伴う形で、ガンディーはインドへ帰国した。
一方で、連邦政府はインド帝国当局と連携し、1920年代後半から印僑にインドへの帰国希望者を募り始めたものの、応じる者は予想より少ない結果となり、1940年代に入ると印僑と白人の間には、緊張が高まり始めた。

### アパルトヘイト施政下
1949年1月13日から15日にかけて、ダーバンでズールー人による印僑を標的とした暴動が発生し、貧困層を中心とした印僑142人が殺害され、1,087人が負傷した。また商店が58軒、住宅が247軒、工場が1軒破壊された。
1946年には「アジア人土地保有権及びインド人代表法」が制定され、印僑は人種隔離の対象とされることとなった。
1950年に発布された集団地域法などのアパルトヘイト諸法によって、印僑は政府が定めたタウンシップへ強制的に移住させられ、移動も制限された。印僑はオレンジ自由州に居住することを許可されておらず、同州へ出入りするためにも特別な許可が必要だった。また、印僑の子供達はカラードと同様に、白人と比して質の低い教育しか受けられなかった。また、アパルトヘイト時代の印僑は、その多くが年季奉公労働者の末裔であることから、“苦力”という蔑称で呼ばれ、アパルトヘイトが撤廃された現在でも、その名残があるという。
1961年に、南アフリカ政府は印僑に永住権を付与することを決定し、正式に南アフリカ国民として認めると同時に、印僑問題省を設立し、白人の大臣を、その任に当てることとなった。
1961年には、ダーバン沖にあるソールズベリー島の廃刑務所に、印僑の為の大学が開校したが、学生達は本土からフェリーに乗船するか、島内にあるホステルで生活する、といった形での通学を余儀なくされていた。1972年に入ると、政府出資による本格的な印僑向け高等教育機関となるダーバン・ウエストビル大学（現・クワズール・ナタール大学）が設立される事となった。
1968年には、印僑代表評議会が設立され、政府と印僑の橋渡し役として機能した。1974年には代議員の半数が、印僑自身によって選出されるように法改訂されたが、多くの印僑達は評議会の活動に関心を示さず、1981年に実施された評議会選挙の投票率は、僅か6%にとどまった。
1983年に新憲法が制定され、カラードと印僑に対して、限定的ではあるものの、参政権を付与することが認められ、人種別三院制議会が成立することとなった。しかし、この新議会は当のカラードと印僑達からは、殆ど支持を得られず、1984年の総選挙での投票率も、16.2%にしか満たなかった。これらの方策は、南アフリカにおける全国民に選挙権を認めるべきだとする国際社会からの圧力もあり、1990年から段階的に廃止されるようになった。

### アパルトヘイト以降
多くの印僑は、反アパルトヘイト闘争において、多大な影響をおよぼし、その一部はアパルトヘイト撤廃後に、政権与党となったアフリカ民族会議の主要幹部等の支配層を占める様になった。
そのため、1994年以前に南アフリカ国民であった印僑は、アパルトヘイト施政下ではカラードより優遇された中間支配層であったにもかかわらず、アファーマティブ・アクションとしての黒人経済力強化政策の対象と扱われるようになった。これにより、アパルトヘイト撤廃直前の1990年代初頭は8%前後だった印僑の貧困率は、2000年には5%を下回るまでになった。
アパルトヘイト撤廃後は、インド・パキスタン・バングラデシュから新たな移民が流入するようになった。彼等は、その殆どが昔ながらの印僑の居住区に住んでいるが、伝統的な印僑コミュニティの一部とは、異なる存在として扱われているという。
こうした新たなインド系移民の中でも、1993年にウッタル・プラデーシュ州からヨハネスブルグへ移住したグプタ家は、ジェイコブ・ズマ前大統領の在任中に、政治・経済の両面で絶大な影響力を勝ち得ることに成功した。

## 著名なインド系南アフリカ人
- ルーサー・シン - サッカー選手
- アミシャンド・ライバンシ（英語版） - 政治家
- ナバネセム・ピレイ（英語版） - 第6代国連人権高等弁務官
- クミ・ナイドゥ（英語版） - グリーンピース事務局長
- カーデル・アスマル（英語版） - 政治家
- アルン・マニラール・ガンディー（英語版） - 政治家
- エラ・ガンディー（英語版） - 政治家
- アーメッド・カトラダ（英語版） - 反アパルトヘイト活動家
- プラヴィン・ゴーダン（英語版） - 政治家
- アディール・カリアン（英語版） - 俳優